# Edvin Bäckström
Johan Edvin Bäckström (i riksdagen kallad Bäckström i Sundsvall), född 3 juli 1900 i Gagnef, död 29 augusti 1965 i Sundsvall, var en svensk byggmästare, och riksdagsledamot (Folkpartiet). Han var son till byggmästaren och riksdagsledamoten Magnus Bäckström.
Edvin Bäckström blev 1931 delägare i de båda familjeföretagen byggnadsfirman Bäckström & Strömberg samt tegelbruket Bäckström & Co. År 1951 blev han ensamägare till Bäckström & Strömberg. Samma år blev han också delägare i Västerbottens-Kuriren.
Bäckström var riksdagsledamot i andra kammaren 1949–1950 för Västernorrlands läns valkrets. I riksdagen var han suppleant i bankoutskottet. Edvin Bäckström är begravd på Sundsvalls Gustav Adolfs kyrkogård.